# Vereinigte Sozialistische Partei
Die Vereinigte Sozialistische Partei (VSP) war eine ab Mitte der 1980er bis Ende der 1990er Jahre bestehende linkssozialistische Kleinpartei in Deutschland. Sie ging im Oktober 1986 aus der Vereinigung der trotzkistischen Gruppe Internationale Marxisten (GIM) mit der maoistischen KPD/ML („Roter Morgen“) hervor. Von beiden Vorgängerparteien spalteten sich Minderheiten ab, die die Vereinigung ablehnten.

## Gründung
Die Vereinigungskonferenz fand am 4. und 5. Oktober 1986 in Dortmund statt. Die VSP hatte ihren Sitz in Köln.
Sie wurde publizistisch durch die „Sozialistische Zeitung“ (SoZ) vertreten, die damit an die Stelle der Zeitungen „was tun“ (ehemaliges Organ der GIM) und „Roter Morgen“ (ehemaliges Organ der KPD/ML) trat.
Die VSP war als politische Partei beim Bundeswahlleiter registriert, stellte aber nur einmal Kandidaten bei Bundestagswahlen auf. Später verlor sie diesen Status nach dem deutschen Parteiengesetz wieder.
Anders als die GIM hatte die VSP keine formalen Beziehungen zur Vierten Internationale und deren Vereinigtem Sekretariat. Die früheren Mitglieder der GIM blieben jedoch als Einzelmitglieder in der Vierten Internationale und schufen für den Zweck von Delegiertenwahlen zu internationalen Kongressen und publizistischer Arbeit die „AG der Mitglieder der IV. Internationale in der VSP“.
Diskussionen über eine Zusammenarbeit mit den Demokratischen Sozialisten (DS) führten zu keinem Ergebnis, Verhandlungen mit dem Bund Westdeutscher Kommunisten (BWK) über eine Vereinigung scheiterten.

## Entwicklung
Nach der Wende und friedlichen Revolution in der DDR begrüßten große Teile der VSP die Umbenennung der SED zur PDS. Sie sahen darin einen Bruch mit dem Stalinismus sowie eine Chance für einen sozialistischen Neuanfang und beteiligten sich am Aufbau der PDS. Das VSP-Mitglied Jakob Moneta wurde in den zentralen Gewerkschaftsausschuss der PDS gewählt, und Winfried Wolf zog als Kandidat der PDS über die Landesliste Baden-Württemberg in den Bundestag ein.
1993 gab die VSP nach einer letzten Wahlkandidatur bei der Hamburger Bürgerschaftswahl den Anspruch, eine Partei zu sein auf und benannte sich unter Beibehaltung der Abkürzung in Vereinigung für Sozialistische Politik um.
Diese „Vereinigung für Sozialistische Politik“ löste sich in den 90er-Jahren auf. Die Zeitung SoZ erschien weiter, herausgegeben von einem „Verein für solidarische Perspektiven e. V.“, wieder mit der Abkürzung VsP, allerdings einem kleingeschriebenen „s“, und ist eine Art inoffizielles Zentralorgan der internationalen sozialistischen linken (isl).
Die Strömung der Mitglieder der Vierten Internationale in der VSP existierte in zwei Organisationen: dem Revolutionär Sozialistischen Bund (RSB) und der isl, die beide Teil der Vierten Internationale waren, und gemeinsam mit Gruppen in Österreich und der Schweiz die Zeitschrift Inprekorr herausgaben. Beide Organisationen vereinigten sich 2016 zur Internationalen sozialistischen Organisation.